# 佐伯夕利子
佐伯　夕利子（さえき ゆりこ、1973年10月6日-）は、日本のサッカー指導者。福岡県出身（イラン・テヘラン生まれ）。日本大学鶴ヶ丘高等学校卒業。

## 経歴
1973年、イラン・テヘランに生まれる。小学校時代を福岡県で過ごし、小学2年生の時にサッカーを始める。ちなみに小学校の同窓生に新庄剛志がいる。その後、航空会社勤務の父親の転勤に伴い、台湾、スペインと住まいを転々とする。
スペインに移住した1992年、スペイン語習得を兼ねて現地のサッカークラブに入団。翌1993年には、指導者の道に進むため、現地のサッカー指導者スクールに入る。ちなみに、その時同じスクールの1年先輩だったのが幸谷秀巳（元アルテ高崎監督）である。
1995年、スペインサッカー協会公認NIVEL I、NIVEL IIを相次いで取得。レアル・マドリードの下部組織など、ジュニア・ユース世代の指導を担当する。
また、西澤明訓がRCDエスパニョールに移籍した際や、レアル・マドリード、サッカースペイン代表が来日した際の通訳、J SKY SPORTS（現J SPORTS）で放送されていたリーガ・エスパニョーラ中継のコーディネーターを務めたことがある。
2003年、日本人および女性として初めてNIVEL III（JFAのS級ライセンスに相当）を取得。同年、リーガ・エスパニョーラ3部「プエルタ・ボニータ」の監督に就任する。リーガ・エスパニョーラのトップチームの監督に就任した日本人および女性も彼女が初めてである。
2004年、アトレティコ・マドリード女子Bチームの監督に就任。その後、女子トップチームのスカウティング・育成部門、女子Cチーム育成副部長を担当。
2007年、バレンシアCFトップチームのセクレタリーに就任したが、2008年4月に解任される。
2008年9月よりビジャレアルCFの育成部スタッフとなる。2009年8月からはユースAチームコーチングスタッフアシスタントとなる。
スペインでは、指導現場の傍ら、スペイン遠征やサッカー留学等をコーディネートするスポーツ・ビジネス会社“OFFICE25"を経営。 スペイン及び日本においてサッカークリニック、講演会、専門誌へのコラム寄稿、試合の実況解説なども務める。
2018年3月、Jリーグを運営する（公社）日本プロサッカーリーグの特任理事（非常勤）に選任される。2020年3月、（公社）日本プロサッカーリーグの常勤理事となり、スペインを離れ日本に帰国することになった。
日本では「JFAこころのプロジェクト 夢先生」の肩書も持つ。

## 書籍
- 情熱とサッカーボールを抱きしめて（湯川カナ著、フィールドワイ）ISBN 4901722611